# 笠岡城
笠岡城（かさおかじょう）は、岡山県笠岡市にあった日本の城（山城）。

## 来歴
弘治年間（1555年 - 1558年）に、村上隆重が瀬戸内における能島村上家（宗家）の要害として築いた。その後、村上景広、毛利元康が城主となり、関ヶ原の戦い以後は徳川家康の所領となって小堀正次が代官として置かれた。元和2年（1616年）には池田長幸が城主となったが、元和5年（1619年）備中松山藩への転封に伴い廃城となった。

## 遺構
- 村上氏時代の石垣の一部。
- 干拓地埋め立て事業により山頂部を切り崩した為、遺構は9割消滅。

## 市民公園として
城山の周囲は海で囲まれていたため、1907年（明治40年）には城山山頂部を切り崩し埋め立てに使用し、笠岡城の遺構は消滅。その後、1956年（昭和31年）に笠岡古城山公園として整備され、市民や観光客に親しまれている。
公園内には230本の桜があり、毎年花見の季節には多くの花見客で賑わう。

### 川柳公園
松尾芭蕉が全国を旅をしている最中に笠岡へ立ち寄ったとされており、城山の東側斜面には芭蕉翁の碑と城を読んだ俳句がある。その他にも市民や市外からの川柳ファンから寄せられた川柳（選考作品）が石碑として数多く設置されている。

### 城山の南斜面
2013年10月に襲来した台風の影響により、古城山南側の一部（高さ約60m）が崩落した。

## アクセス
- JR笠岡駅からすぐ（駅南側）
- 山陽自動車道笠岡インターチェンジから岡山県道34号笠岡井原線を笠岡市街へ4.6㎞
- 国道2号が城山をトンネル（古城山トンネル）で貫いている。